# Ерик Леминг
Ерик Ото Валдемар Леминг (енгл. Eric Otto Valdemar Lemming; 1880 — 1930) је бивши шведски атлетичар. Такмичио се у бацачким: диск (једноручно и дворучно), кладиво, кугла и копље (класично и слододно) и скакачким дисциплинама: скок удаљ скок удаљ без залета, троскок, скок увис и скок мотком. У свим наведеним дисциплинама учествовао је на олимпијским играма, а највише успеха и најбоље резултате је постигао у бацању копља.

## Олимпијска каријера
На олимпијским играма је учествовао три пута:1900. у Паризу, 1908. у Лондону и 1912. у Стокхолму. Учествовао је и на Олимпијским међуиграма 1906. у Атини и освојио 4 медаље. Међуигре МОК не признаје као олимпијско такмичење, па медаље освојене на њему не улазе у збир олимпијских медаља.

### 1900. Париз
Пошто на Олимпијским играма 1900. у атлетском програму није било његове дисциплине (бацање копља), такмичио се у шест других атлетски дисциплина, али није освојио ниједну медаљу. Постигао је следеће резултате: скок увис делио четврто место резултатом 1,70 м, скок удаљ 12. место (5,50 м), скок мотком делио 4. место (3,10 м), троскок делио 7 место са непознатим резултатом, бацање диска 8.место (32,50 м) и бацању кладива 4. место са непознатим резултатом.

### 1908. Лондон
Осам година касније на Олимпијским играма 1908., први пут је у програм уведена његова дисциплина бацање копља. Леминг је то искористио и победио остваривши најбољи резултат на свету и олимпијски рекорд са 54,83 м. (Светски рекорди се званично воде од 1912). Исти успех поновио је и у дисциплини која је такође први пут на овим Играма, бацање копља слободним стилом. Прво место, најбољи резултат на свету и олимпијским рекорд посигао је резултатом од 54,44 метра. Поред ове две, наступио је у још три дисциплине. У бацању кладива био је 8. са 43,06 метара, бацању диска и грчког диска делио је 10. и 11. место са непознатим резултатима.

### 1912. Стокхолм
Успех са прошлих олимпијских игара Леминг је поновио и овог пута. Опет је био најбољи у бацању копља. Пошто се од ових Игара званично воде светски рекорди у атлетици, његов резултат од 60,64 метра нови олимпијски рекод, води као први званични светски рекорд. Поред бацања коља Лемин гсе такмичио и у две нове дисциплине на Играма: Бацање копља са обе руке и бацаљу диска са обе руке. У бацању копља је био 4, а диска 11.
ИААФ је после Игара 1912. почео да званично води светске рекорде у атлетици. Леминг је на такмичењу у Стокхолму, 24. септембра 1912. постао први званични светски рекордер у бацање копља резултатом 62,32 метра. Рекорд је опстао седам година.

### Олимпијске међуигре 1906.
На десетогодишњицу првих модерних Олимпијских игара 1896. у Атина Атини су одржане тзв. Олимпијске међуигре 1906.. Иако их је огранизовао МОК њихове резултате и освојене медаље није прихватио као олимпијске. Леминг је учествовао у 8 дисциплина: 7 појединачних у атлатици и једној екипној у надвлачљњу конопца и освоји четири медаље једну златну и три бронзане. Злато је освојио у бацању копља слободним стилом, а бронзане у бацању кугле, античком петобоју и надвлачењу конопца.